# Pr (Unix)
pr è un comando su vari sistemi operativi che viene utilizzato per impaginare o colonnare i file del computer per la stampa. Può anche essere usato per confrontare due file affiancati, in alternativa a diff.
Questo programma deve essere presente in un ambiente conforme a POSIX ed è stato implementato da GNU come parte delle GNU Core Utilities. Il comando è disponibile anche nella shell di OS-9. Il comando pr è stato portato anche sul sistema operativo IBM i.